# نهر دشت
يقع نهر دَشت (باللغة الأردية: دریائے دشت) في منطقة مكران ومنطقة جوادر، في القسم الجنوبي الغربي من محافظة بلوشستان، باكستان، والتي تصب بالقرب من جيواني.